# Куминский
Куминский (неофициально Кума) — посёлок городского типа в Кондинском районе Ханты-Мансийского автономного округа.
Население — 2504 чел. (2021).
Основан 10 декабря 1964 года
Расположен на западе ХМАО, в бассейне реки Кума, впадающей в реку Конда.
Основной род занятий — лесозаготовка.
Основные улицы — Почтовая, Школьная.

## История
- 1957 — приезд Ленинградской экспедиции по изысканию ветки железной дороги Тавда-Сотник, высадились в посёлке Верхне-Уральском и Кумский.
- 1958 — высадка Новосибирской лесоустроительной экспедиции в пос. Верхне-Уральском, которая занималась лесоустройством сырьевой базы Куминского леспромхоза. Сырьевую базу рассчитывали использовать в течение 50 лет из расчёта 500 тыс. кубометров в год.
- 1963 — прилетели строители для создания посёлка. Построены первые два дома (лето). Посёлок называется Светлый. Открыта первая школа в деревянном бараке (1-4 класс). Первое предприятие — Лесоучасток.
- 1964 — началось строительство железной дороги Тавда-Сотник. Построено здание администрации. Образован узел связи. 31 декабря поселению был присвоен статус «посёлок городского типа» и дано название посёлок «Куминский».
- 1965 — лесоучасток переименован в Куминский леспромхоз.
- 1966 — открылась больница (на ул. Космонавтов). 9 декабря — открыта ж/д трасса Тавда-Сотник. Пущен первый поезд (Тавда-Куминский).
- 1967 — Построена новая школа. Создана библиотека. Открыт детский сад.
- 1969 — Построен кинотеатр и магазин
- 1978 — открыт филиал музыкальной школы пгт. Междуреченский
- 2006 — Построена новая школа (3 этажа)
- 2015 — Построен новый детский сад.

## Климат
В Куминском континентальный климат с холодной зимой и тёплым летом. Температура воздуха в посёлке одна из самых высоких в Югре.
- Среднегодовая температура воздуха — 1,1 °C
- Относительная влажность воздуха — 73,0 %
- Средняя скорость ветра — 3,1 м/с

| Показатель                            | Янв.  | Фев.  | Март | Апр. | Май | Июнь | Июль | Авг. | Сен. | Окт. | Нояб. | Дек.  | Год |
| ------------------------------------- | ----- | ----- | ---- | ---- | --- | ---- | ---- | ---- | ---- | ---- | ----- | ----- | --- |
| Средняя температура, °C               | −14,9 | −13,9 | −7,7 | 0,4  | 9,9 | 16,8 | 19,0 | 15,3 | 8,8  | 1,7  | −9    | −13,9 | 1,1 |
| Источник: NASA. База данных RETScreen |       |       |      |      |     |      |      |      |      |      |       |       |     |

## Население
| 1970  | 1979  | 1989  | 2002  | 2007  | 2009  | 2010  | 2012  | 2013  |
| ----- | ----- | ----- | ----- | ----- | ----- | ----- | ----- | ----- |
| 3412  | ↘3348 | ↗3378 | ↘2805 | ↘2702 | ↘2668 | ↗3116 | ↘3005 | ↘2944 |
| 2014  | 2015  | 2016  | 2017  | 2018  | 2019  | 2020  | 2021  |       |
| ↘2895 | ↘2843 | ↘2801 | ↘2758 | ↘2693 | ↘2669 | ↘2658 | ↘2504 |       |

## Транспорт
- Железнодорожная станция Куминская, находящаяся на 452-м километре однопутного неэлектрифицированного направления Екатеринбург-Устье-Аха
- Автомобильная дорога,соединяющая с пгт.Междуреченский, г.Урай и т.д

## Промышленные предприятия
- Куминское лесничество Междуреченского лесхоза
- Нефтеперекачивающая станция НПС «Кума»

## Инфраструктура
Образовательные учреждения
- Куминская средняя школа. Год основания 1966.
- Детский сад «Рябинка». Год основания 1967.
- Куминская общеобразовательная школа
- Музыкальная школа

Безопасность, правопорядок
- Куминская пожарная часть ОГПС — 36
- Опорный пункт полиции Кондинского РОВД.

Культурные, спортивные, просветительские учреждения
- Куминская библиотека
- Куминский культурный центр (клуб). Год основания 1967 год

Медицинские учреждения
- Куминская участковая больница
- Кондинская аптека

Связь, СМИ
- Почтовое отделение связи
- Урайский ТУЭС «Урайтелеком»
- Телевышка «Урало-Сибирский Региональный Центр»

Финансы
- Дополнительный офис Сбербанка. С 1964 года.
- Операционная касса "Запсибкомбанк"а